# Antillerpivi
Antillerpivi (Contopus latirostris) är en fågel i familjen tyranner inom ordningen tättingar.

## Utseende och läte
Antillerpivin är en liten färglös tyrann. Ovansidan är brun, undersidan gul- till orangebeige. Adulta fåglar saknar vingband och ögonring, medan ungfågeln har beigefärgade vingband. Tertialkanterna är relativt bjärt färgade, formande smala band på vingen. Liknande karibelenian har tydliga vingband och ett grått ögonbrynsstreck. Bland lätena hörs visslade "peee-oo" följt en låg drill och ett "pee-ooooo", där första stavelsen ärn en klar vissling och den andra en låg drill. Även ett vasst "pee" kan höras.

## Utbredning och systematik
Antillerpivi delas in i tre underarter:
- Contopus latirostris brunneicapillus: förekommer i bergsskogarna på Dominica, Guadeloupe och Martinique.
- Contopus latirostris blancoi: förekommer i bergsskogarna på Puerto Rico.
- Contopus latirostris latirostris: förekommer i bergsskogarna på Saint Lucia.

## Status
Trots det begränsade utbredningsområdet och att den tros minska i antal anses beståndet vara livskraftigt av internationella naturvårdsunionen IUCN. 